# Belgische kampioenschappen atletiek 1900
In 1900 vonden de Belgische kampioenschappen atletiek Alle Categorieën plaats op 1 juli op het terrein van United Sports Club in Vorst. Er werden alleen kampioenschappen voor mannen georganiseerd.

## Uitslagen

### 100 m
| Rang   | Atleet          | Prestatie |
| ------ | --------------- | --------- |
| Goud   | Fernand Halbart | 11,4 s    |
| Zilver | Julien Mélon    |           |
| Brons  | Frank König     |           |

### 400 m*
| Rang   | Atleet                    | Prestatie |
| ------ | ------------------------- | --------- |
| Goud   | Frank König               | 56,2 s    |
| Zilver | Luc Van Blaeren           |           |
| Brons  | Charles Atkinson-Grimshaw |           |

### 1 mijl
| Rang   | Atleet          | Prestatie |
| ------ | --------------- | --------- |
| Goud   | Luc Van Blaeren | 4.51,2    |
| Zilver | Georges Carlens |           |
| Brons  | John Wright     |           |

### 110 m horden
| Rang   | Atleet                    | Prestatie |
| ------ | ------------------------- | --------- |
| Goud   | Charles Atkinson-Grimshaw | 17,2 s    |
| Zilver | Max Kahn                  |           |
| Brons  | Fernand Halbart           |           |

### Verspringen
| Rang   | Atleet                    | Prestatie |
| ------ | ------------------------- | --------- |
| Goud   | Charles Atkinson-Grimshaw | 5,54 m    |
| Zilver | Max Kahn                  | 5,52 m    |
| Zilver | Fernand Halbart           | 5,28 m    |

### Hoogspringen
| Rang   | Atleet                    | Prestatie |
| ------ | ------------------------- | --------- |
| Goud   | Charles Atkinson-Grimshaw | 1,58 m    |
| Zilver | G. Simon                  | 1,55 m    |
| Zilver | Max Kahn                  | 1,50 m    |

### Kogelstoten
| Rang   | Atleet                   | Prestatie |
| ------ | ------------------------ | --------- |
| Goud   | A. Wuttrich              | 10,18 m   |
| Zilver | A. Beck                  | 9,55 m    |
| Brons  | François Van Wayenberghe | 9,49 m    |

* Wedstrijd over een kwart mijl
1889 · 
1890 · 
1891 · 
1892 · 
1893 · 
1894 · 
1895 · 
1896 · 
1897 · 
1898 · 
1899 · 
1900 · 
1901 · 
1902 · 
1903 · 
1904 · 
1905 · 
1906 ·
1907 ·
1908 · 
1909 · 
1910 · 
1911 · 
1912 · 
1913 · 
1914 · 
1919 · 
1920 · 
1921 · 
1922 · 
1923 · 
1924 · 
1925 · 
1926 · 
1927 · 
1928 · 
1929 · 
1930 · 
1931 · 
1932 · 
1933 · 
1934 · 
1935 · 
1936 · 
1937 · 
1938 · 
1939 · 
1940 · 
1941 · 
1942 · 
1943 · 
1944 · 
1945 · 
1946 · 
1947 · 
1948 · 
1949 · 
1950 · 
1951 · 
1952 · 
1953 · 
1954 · 
1955 · 
1956 · 
1957 · 
1958 · 
1959 · 
1960 · 
1961 · 
1962 · 
1963 · 
1964 · 
1965 · 
1966 · 
1967 · 
1968 · 
1969 · 
1970 · 
1971 · 
1972 · 
1973 · 
1974 · 
1975 · 
1976 · 
1977 · 
1978 · 
1979 · 
1980 · 
1981 · 
1982 · 
1983 · 
1984 · 
1985 · 
1986 · 
1987 · 
1988 · 
1989 · 
1990 · 
1991 · 
1992 · 
1993 · 
1994 ·
1995 · 
1996 · 
1997 · 
1998 · 
1999 · 
2000 · 
2001 · 
2002 · 
2003 · 
2004 · 
2005 · 
2006 · 
2007 · 
2008 · 
2009 · 
2010 · 
2011 · 
2012 · 
2013 · 
2014 · 
2015 · 
2016 · 
2017 · 
2018 · 
2019 · 
2020 · 
2021 · 
2022 · 
2023 · 
2024